# دانشگاه جانز هاپکینز
دانشگاه جانز هاپکینز (به انگلیسی: Johns Hopkins University) یک دانشگاه تحقیقاتی خصوصی در شهر بالتیمور واقع در ایالت مریلند آمریکا است. این دانشگاه در ۲۲ ژانویهٔ ۱۸۷۶ آغاز به فعالیت کرد و به نام تأمین‌کنندهٔ مالی آن، جانز هاپکینز نامیده شد. کمک هفت میلیون دلاری جانز هاپکینز به این دانشگاه، که بیش از نیمی از آن خرج ساخت بیمارستان دانشگاه جانز هاپکینز شد، بزرگ‌ترین کمک نوع‌دوستانهٔ تاریخ آمریکا تا آن زمان بود. جانز هاپکینز همواره از زمان تأسیس خود یکی از معتبرترین دانشگاه‌ها و مراکز علمی و تحقیقاتی جهان محسوب شده و از گزینشی‌ترین دانشگاه‌های آمریکا به‌شمار می‌آید.
از این رو، تنها درصد کمی از افراد می‌توانند در این دانشگاه قبول شوند.
این دانشگاه الگوی مدیریتی خود را از دانشگاه‌های برجستهٔ آلمانی آن زمان که پژوهش-بنیاد (و نه آموزش-بنیاد) بودند برگرفت و از این رو نخستین دانشگاه پژوهشی آمریکا لقب گرفت. هم اینک نیز پس از گذشت سال‌ها همچنان با جذب بودجهٔ پژوهشی سالانه بیش از دو میلیارد دلار از نهادهای دولتی همچنان صدرنشین پژوهش در میان دانشگاه‌های آمریکا است برای بیش از ۳۵ سال پی‌درپی بنیاد ملی علوم آمریکا این دانشگاه را در رتبهٔ نخست سرمایه‌گذاری و هزینهٔ مالی در رشته‌های علمی، پزشکی و مهندسی در میان تمامی دانشگاه‌های آمریکا به‌شمار آورده‌است.
از زمان تأسیس این دانشگاه در سال ۱۸۷۶، سی و شش برندهٔ جایزهٔ نوبل به این دانشگاه وابسته بودند که نخستین آن‌ها وودرو ویلسون، رئیس‌جمهور آمریکا، بود که در رشتهٔ تاریخ و علوم سیاسی از این دانشگاه دکترا گرفت.

## تاریخچه

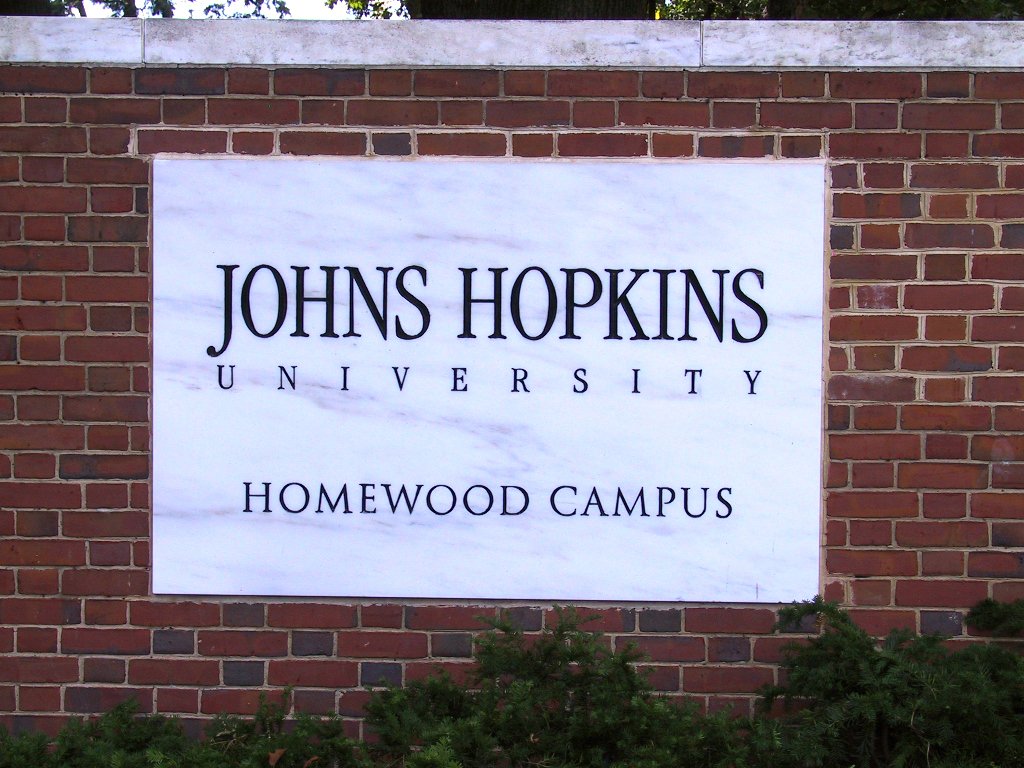

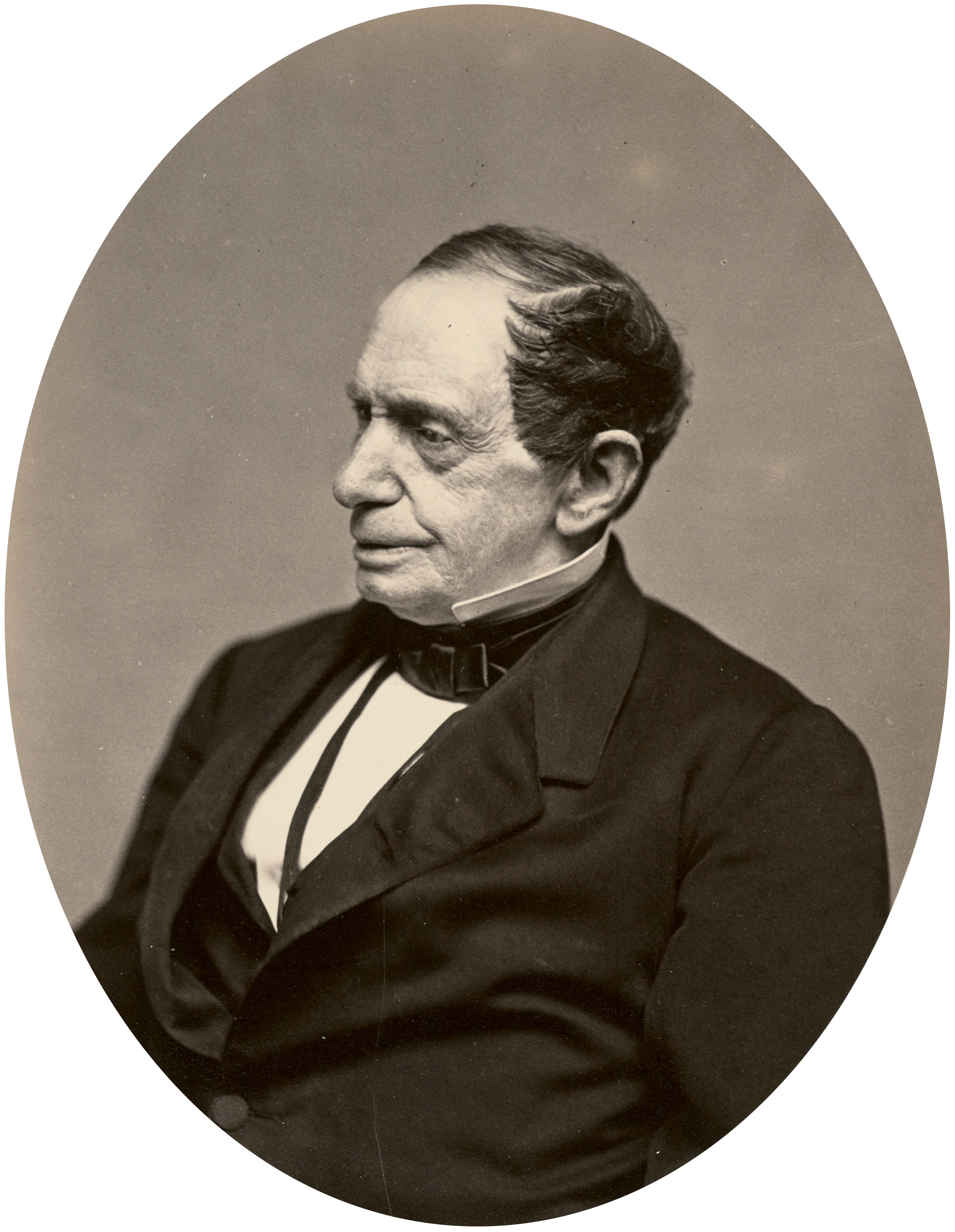
جانز هاپکینز

در سال ۱۸۷۳ و در زمان مرگ، جانز هاپکینز، یک نیکوکار ثروتمند که ازدواج نکرده بود و فرزندی نداشت، هفت میلیون دلار از ثروت خود را برای ساخت بیمارستان و دانشگاهی در ایالت مریلند اختصاص داد. در آن زمان این رقم بزرگ‌ترین کمک نیکوکارانهٔ تاریخ آمریکا محسوب می‌شد. دانشگاه جانز هاپکینز سه سال بعد رسماً تأسیس شد و به افتخار اعانه‌دهندهٔ خود جانز هاپکینز نام گرفت.

## برندگان جایزهٔ نوبل
تا سال ۲۰۱۱ سی و هفت برندهٔ جایزهٔ نوبل یا از دانشجویان این دانشگاه بوده یا در این دانشگاه تدریس کرده‌اند. وودرو ویلسون که در سال ۱۸۸۶ از این دانشگاه دکترا گرفت، در سال ۱۹۱۹ نخستین برندهٔ جایزهٔ نوبل از این دانشگاه بود که به دریافت جایزهٔ نوبل صلح مفتخر شد.
از مجموع برندگان، ۲۳ تن از استادان این دانشگاه بودند، پنج تن از این دانشگاه دکترا گرفته و دو تن دورهٔ لیسانس را در این دانشگاه گذرانده بودند.
هجده تن از برندگان نوبل جانز هاپکینز در رشتهٔ فیزیولوژی و پزشکی، دو تن در رشتهٔ فیزیک و یک تن در رشتهٔ شیمی نوبل گرفته‌اند.

## رتبه‌بندی
در سال ۲۰۱۹ این دانشگاه رتبهٔ ۵ دانشگاه‌های جهان را که از سوی SCImago Institutions Rankings منتشر شد به‌دست‌آورد. در رتبه‌بندی دانشکده‌های پزشکی، رتبهٔ دوم یواس نیوز اند ورلد ریپورت را بین تمام دانشکده‌های پزشکی ایالات متحده به‌دست‌آورد. این دانشگاه رتبهٔ ۱۰ این کشور را بر اساس رتبه‌بندی یواس نیوز اند ورلد ریپورت کسب کرده‌است. همچنین مؤسسهٔ QS، دانشگاه جانز هاپکینز را در ردهٔ ۲۴ دنیا و دوازدهم آمریکا، و مؤسسهٔ تایمز نیز این دانشگاه را در ردهٔ ۱۲ دانشگاه‌های دنیا در سال ۲۰۲۰ قرار داده‌اند. طبق آخرین رتبه‌بندی مؤسسهٔ معتبر یواس نیوز اند ورلد ریپورت در سال ۲۰۲۰، دانشکدهٔ پزشکی جانز هاپکینز در رتبهٔ دوم دانشگاه‌های پزشکی و پس از مدرسهٔ پزشکی هاروارد در ایالات متحده بوده‌است. طبق رتبه‌بندی College Magazine این دانشگاه همچنین دارای رتبهٔ اول در دورهٔ لیسانس علوم پزشکی یا همان چهار سال اول علوم پزشکی (pre-med یا pre-health) در ایالات متحده آمریکا است. 

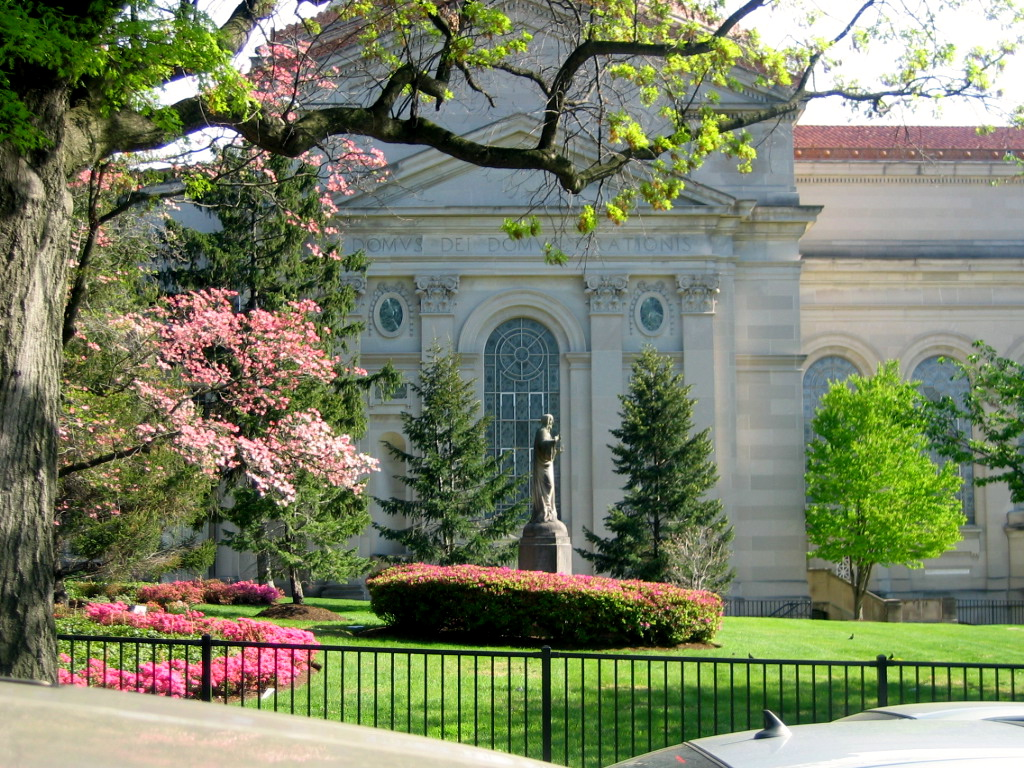
باغ فیلیپ و جیمز در کلیسای کاتولیک

## دانشکده‌ها
- دانشکدهٔ پزشکی

بخشی از شهرت جهانی این دانشگاه به دانشسرای پزشکی و بیمارستان وابسته به آن بازمی‌گردد. تا کنون هجده تن از استادان، پژوهشگران، و دانش‌آموختگان دانشسرای پزشکی، جایزهٔ نوبل در پزشکی یا فیزیولوژی گرفته‌اند و بیمارستان جانز هاپکینز نیز برای چند ده سال پیاپی به عنوان یکی از سه بیمارستان برتر این کشور برگزیده شده‌است. طبق آخرین رتبه‌بندی مؤسسهٔ معتبر یواس نیوز اند ورلد ریپورت در سال ۲۰۲۰، دانشکدهٔ پزشکی جانز هاپکینز در رتبهٔ دوم دانشگاه‌های پزشکی و پس از مدرسهٔ پزشکی هاروارد در ایالات متحده بوده‌است.
- دانشکدهٔ سلامت عمومی بلومبرگ

این دانشکده از سال ۱۹۹۴ تاکنون رتبهٔ اول سلامت عمومی در رتبه‌بندی یواس نیوز اند ورلد ریپورت را در اختیار دارد.
- دانشکدهٔ مهندسی زیست‌پزشکی[۲۶]

این دانشکده در سال ۱۹۶۲ و دورهٔ دکترای آن در سال ۱۹۶۴ در پردیس دانشسرای پزشکی این دانشگاه پایه‌گذاری شد و طی سال‌ها به پردیس اصلی دانشگاه نیز گسترش یافت. این دانشکده تنها دانشکدهٔ مهندسی زیست پزشکی در دانشگاه‌های آمریکاست که بخش عمدهٔ آن در دانشسرای پزشکی واقع شده‌است. همین امر، باعث برقراری همکاری استواری بین مهندسان، پزشکان، جراحان، مغزشناسان، زیست‌شناسان و … این دانشگاه شده‌است. یکی از دستاوردهای این همکاری این است که این دانشکده از سال ۱۹۸۳ (سال آغاز رتبه‌بندی دانشکده‌های آمریکا توسط رسانهٔ "اخبار آمریکا و گزارش‌های جهان") تاکنون به‌طور پیاپی رتبهٔ نخست را میان دانشکده‌های مهندسی زیست‌پزشکی این کشور از آن خود کرده‌است.
- دانشکدهٔ عالی مطالعات بین‌المللی[۲۸]
- دانشکدهٔ علوم و هنر کریگر
- دانشکدهٔ علوم تربیتی
- دانشکدهٔ پرستاری
- دانشکدهٔ بازرگانی کری
- دانشکدهٔ مهندسی وایتینگ